# Mysmenopsis ixlitla
Mysmenopsis ixlitla är en spindelart som först beskrevs av Claude Lévi 1956.  Mysmenopsis ixlitla ingår i släktet Mysmenopsis och familjen Mysmenidae. Inga underarter finns listade i Catalogue of Life.